# Гасвелл (Колорадо)
Гасвелл (англ. Haswell) — місто (англ. town) в США, в окрузі Кайова штату Колорадо. Населення — 71 особа (2020).

## Географія
Гасвелл розташований за координатами 38°27′9″ пн. ш. 103°9′54″ зх. д. / 38.45250° пн. ш. 103.16500° зх. д. (38.452451, -103.164896).  За даними Бюро перепису населення США в 2010 році місто мало площу 2,21 км², уся площа — суходіл.

## Демографія
Згідно з переписом 2010 року, у місті мешкало 68 осіб у 33 домогосподарствах у складі 21 родини. Густота населення становила 31 особа/км².  Було 41 помешкання (19/км²).
Расовий склад населення:
| - 97,1 % — білих - 2,9 % — корінних американців |

До двох чи більше рас належало 0,0 %. Частка іспаномовних становила 8,8 % від усіх жителів.
За віковим діапазоном населення розподілялося таким чином: 16,2 % — особи молодші 18 років, 54,4 % — особи у віці 18—64 років, 29,4 % — особи у віці 65 років та старші. Медіана віку мешканця становила 50,3 року. На 100 осіб жіночої статі у місті припадало 88,9 чоловіків;  на 100 жінок у віці від 18 років та старших — 96,6 чоловіків також старших 18 років.
Середній дохід на одне домашнє господарство  становив 43 319 доларів США (медіана — 42 500), а середній дохід на одну сім'ю — 50 209 доларів (медіана — 45 417). За межею бідності перебувало 6,8 % осіб, у тому числі 0,0 % дітей у віці до 18 років та 17,6 % осіб у віці 65 років та старших.
Цивільне працевлаштоване населення становило 46 осіб. Основні галузі зайнятості: освіта, охорона здоров'я та соціальна допомога — 21,7 %, будівництво — 19,6 %, публічна адміністрація — 13,0 %, сільське господарство, лісництво, риболовля — 13,0 %.